# Superliga 2012/13 (Türkei)
Die Saison 2012/13 war die 21. Spielzeit der Superliga, der höchsten türkischen Eishockeyspielklasse. Meister wurde der Başkent Yıldızları SK.

## Modus
Die Liga spielte zunächst in einer Hauptrunde aus sieben Mannschaften, die je zweimal (Hin- und Rückspiel) gegeneinander antraten. Die vier besten Mannschaften der Hauptrunde qualifizierten sich für die Endrunde, in der der türkische Meistertitel ausgespielt wurde. Hier spielten die Mannschaften jeweils viermal gegeneinander. Für einen Sieg nach regulärer Zeit erhielt jede Mannschaft drei Punkte, bei einem Sieg nach Verlängerung zwei Punkte, bei einer Niederlage nach Verlängerung gab es einen Punkt und bei einer Niederlage nach der regulären Zeit null Punkte.

## Hauptrunde
|    | Klub                                   | Sp | S  | OTS | OTN | N  | Tore   | Punkte |
| -- | -------------------------------------- | -- | -- | --- | --- | -- | ------ | ------ |
| 1. | Başkent Yıldızları SK                  | 12 | 12 | 0   | 0   | 0  | 189:38 | 36     |
| 2. | İzmir Büyükşehir Belediyesi SK         | 12 | 10 | 0   | 0   | 2  | 205:39 | 30     |
| 3. | Kocaeli Büyükşehir Belediyesi Kağıt SK | 12 | 7  | 0   | 0   | 5  | 143:59 | 21     |
| 4. | Erzurum Büyükşehir Belediyesi SK       | 12 | 5  | 0   | 1   | 6  | 91:124 | 16     |
| 5. | Truva Ankara                           | 12 | 4  | 1   | 0   | 7  | 71:88  | 14     |
| 6. | Büyükşehir Belediyesi Ankara SK        | 12 | 3  | 0   | 0   | 9  | 45:152 | 9      |
| 7. | İstanbul Paten SK                      | 12 | 0  | 0   | 0   | 12 | 18:262 | 0      |

Sp = Spiele, S = Siege, U = unentschieden, N = Niederlagen, OTS = Overtime-Siege, OTN = Overtime-Niederlage

## Endrunde
|    | Klub                                   | Sp | S  | OTS | OTN | N  | Tore   | Punkte |
| -- | -------------------------------------- | -- | -- | --- | --- | -- | ------ | ------ |
| 1. | Başkent Yıldızları SK                  | 12 | 10 | 0   | 0   | 2  | 141:48 | 30     |
| 2. | İzmir Büyükşehir Belediyesi SK         | 12 | 9  | 0   | 0   | 3  | 162:53 | 27     |
| 3. | Kocaeli Büyükşehir Belediyesi Kağıt SK | 12 | 4  | 0   | 0   | 8  | 66:89  | 12     |
| 4. | Erzurum Büyükşehir Belediyesi SK       | 12 | 1  | 0   | 0   | 11 | 32:211 | 3      |